# 奧斯曼·優素福
奧斯曼·優素福（Osman Yusuf，1920年5月23日—1982年8月29日）出生於土耳其的日本電影演員，出道時間不明，1945年出演黑澤明導演的「姿三四郎續集」（續姿三四郎）中一位被姿三四郎打敗的美國水手。

## 電影作品
- 續姿三四郎（1945年 導演：黑澤明）- 被姿三四郎打敗的美國水手
- 宇宙大戰爭（1959年 導演：本多豬四郎）- 議會旁觀者
- 月光仮面第6部・悪魔の最後　（1959年　導演：島津昇一）
- 摩斯拉（1961年 導演：本多豬四郎）- 部下丹尼
- 世界大戰爭（1961年 導演：松林宗恵）- 同盟軍通信員
- 大阪城物語（1961年　導演：稻垣浩）
- 妖星哥拉斯（1962年 導演：本多豬四郎）- 工作人員
- 金剛對哥吉拉（1962年 導演：本多豬四郎）- 潛航員
- 摩斯拉對哥吉拉（1964年　導演：本多豬四郎）- 美國導彈測驗船長
- 100發100中（1965年　導演：福田純）- 布瓦的部下
- 野貓嬉春（1966年 導演：伍迪·艾倫）- 賭徒
- 金剛的逆襲（1967年　導演：本多豬四郎）- 探索船員
- 怪獸島決戰 哥吉拉之子（1967年　導演：福田純）- 美軍潛艇艦長
- 日本海大海戰（1969年 導演：丸山誠治）- 驅逐艦將校
- 哥吉拉·迷你拉·加巴拉 全體怪獸大進擊（1969年 導演：本多豬四郎）- 座機乘客
- 諾查丹瑪斯的大預言 （1974年 導演：舛田利雄）